# Super Bowl XLII
Il Super Bowl XLII è stata la 42ª edizione annuale del Super Bowl nel football americano, e la 38ª gara annuale di fine campionato della National Football League (NFL) dell'era moderna, successiva alla fusione del 1970. I vincitori del Super Bowl XLII sono stati i New York Giants, che hanno sconfitto i favoriti New England Patriots per 17 a 14.
La partita, che ha concluso la stagione regolare del 2007, è stata giocata il 3 febbraio 2008 nello University of Phoenix Stadium di Glendale (Arizona). Per la seconda volta l'area metropolitana di Phoenix ha ospitato un Super Bowl; il Super Bowl XXX del gennaio 1996 è stato giocato al Sun Devil Stadium di Tempe. L'arbitro della partita è stato Mike Carey; per la prima volta un afroamericano è stato lead official (primo arbitro) per un grande incontro di football professionistico.

## Selezione delle località candidate
La lega ha contemplato l'idea di tenere il Super Bowl XLII o a New York o a Washington come simbolo della ripresa dopo gli attentati dell'11 settembre 2001. New York però non fu mai considerata una finalista per le seguenti due ragioni:
1. Il rinnovo proposto per il Giants Stadium era ancora oggetto di disputa fra i rappresentanti dello stadio.
2. In quel momento, New York e i New York Jets non avevano ancora finalizzato il piano per la costruzione di un nuovo West Side Stadium (all'ultimo minuto, l'accordo è sfumato).

Quando i proprietari della NFL hanno premiato Glendale indicandola come sede per il Super Bowl XLII durante un incontro tenuto a Chicago il 30 ottobre 2003, hanno rigettato Washington preferendo un clima caldo e secco.
Durante la cerimonia del 6 febbraio 2007 con il governatore dell'Arizona Janet Napolitano, la NFL e l'Arizona Super Bowl Host Committee hanno svelato lo slogan "Who Wants It More?" e la mascotte "Spike the Super Ball" (una palla da football antropomorfa con occhiali da sole e scarpe da ginnastica) e un enorme "Super Bowl XLII Countdown Clock" (un orologio con il conto alla rovescia fino all'inizio del Super Bowl) al Phoenix Sky Harbor International Airport. È stato svelato inoltre il logo del Super Bowl XLII, costituito dalla forma stilizzata dello Stato dell'Arizona in rosso. Le due strisce bianche orizzontali nel mezzo rappresentano le linee verticali dell'University of Phoenix Stadium. Il numero romano in turchese rappresenta la cultura dei nativi americani dell'Arizona. La stella rossa rappresenta la AFC, mentre quella blu la NFC.

## Sede
È la seconda volta che il Super Bowl è stato giocato in uno stadio con il tetto retrattile (disegnato da Peter Eisenman e HOK Sport). Durante la stagione regolare, la squadra di casa può decidere fino a 90 minuti prima del calcio d'inizio se il tetto deve restare chiuso o aperto, ed il tetto rimane aperto a meno che le condizioni meteorologiche peggiorino. Comunque, come parte neutrale, la NFL controlla la scelta senza alcuna restrizione. La prima volta che fu impiegato fu nel Super Bowl XXXVIII al Reliant Stadium; il tetto è stato aperto durante il pre-partita e gli spettacoli dell'intervallo e chiuso durante il tempo di gioco.
Questa è la prima volta che un Super Bowl viene giocato su una superficie retrattile di erba naturale, poiché questo tipo di superficie è unica nelle sedi degli sport americani.

## Formazioni titolari
| N.Y. Giants      | Ruolo | Ruolo | New England      |
| ---------------- | ----- | ----- | ---------------- |
| Attacco          |       |       |                  |
| Plaxico Burress  | WR    | WR    | Wes Welker       |
| David Diehl      | LT    | LT    | Matt Light       |
| Rich Seubert     | LG    | LG    | Logan Mankins    |
| Shaun O'Hara     | C     | C     | Dan Koppen       |
| Chris Snee       | RG    | RG    | Stephen Neal     |
| Kareem McKenzie  | RT    | RT    | Nick Kaczur      |
| Kevin Boss       | TE    | TE    | Benjamin Watson  |
| Amani Toomer     | WR    | WR    | Randy Moss       |
| Eli Manning      | QB    | QB    | Tom Brady        |
| Brandon Jacobs   | RB    | RB    | Laurence Maroney |
| Michael Matthews | TE    | TE    | Kyle Brady       |
| Difesa           |       |       |                  |
| Michael Strahan  | LE    | LE    | Ty Warren        |
| Barry Cofield    | LDT   | NT    | Vince Wilfork    |
| Fred Robbins     | RDT   | RE    | Richard Seymour  |
| Osi Umenyiora    | RE    | LOLB  | Mike Vrabel      |
| Reggie Torbor    | LOLB  | ILB   | Tedy Bruschi     |
| Antonio Pierce   | MLB   | ILB   | Junior Seau      |
| Kawika Mitchell  | ROLB  | ROLB  | Adalius Thomas   |
| Sam Madison      | LCB   | LCB   | Asante Samuel    |
| Corey Webster    | RCB   | RCB   | Ellis Hobbs      |
| James Butler     | SS    | SS    | Rodney Harrison  |
| Gibril Wilson    | FS    | FS    | James Sanders    |

## Televisione
La partita è stata trasmessa negli Stati Uniti dalla FOX ed è stata commentata da Joe Buck e Troy Aikman. Il pre-partita è stato gestito dal team show pre-partita del FOX NFL Sunday guidato da Curt Menefee.
In Canada, la CTV ha acquisito i diritti della partita.
Nel Regno Unito, la BBC ha acquisito i diritti per trasmettere la partita in diretta su BBC Two. Sky Sports trasmetterà la partita in High Definition.
In Messico, Televisa e TV Azteca hanno trasmesso la partita in spagnolo, facendo la loro prima trasmissione in alta definizione.
In Germania, la ARD ha trasmesso la partita senza spot pubblicitari.
In Italia la partita è stata trasmessa da Sky Italia e per la seconda volta è stata mandata in onda in HDTV

## Intrattenimento
Tom Petty e The Heartbreakers si sono esibiti durante l'halftime (la pausa fra i due tempi di gioco) con la Bridgestone come sponsor dello show. Il vincitore di American Idol Jordin Sparks ha cantato l'inno nazionale.

## Pubblicità
Il Super Bowl XLII è stato giocato domenica 3 febbraio, due giorni prima del Super Tuesday, la data in cui in 24 stati si tengono le elezioni primarie per la presidenza degli Stati Uniti. Di conseguenza, alcuni candidati hanno considerato la possibilità di acquistare degli spazi pubblicitari.
Si stima che uno spot da 30 secondi dei 58 disponibili sia costato di 2,7 milioni di dollari. Comunque, i pubblicitari sono soliti offrire sconti rispetto alla cifra ufficiale.